# Rezerwat miłości
Rezerwat miłości – dziesiąty album zespołu Skaldowie, wydany w 1979 roku nakładem Polskich Nagrań „Muza”. Wersję zremasterowaną wydała w 2012 roku wytwórnia Kameleon Records.

## Opis
Na płycie muzycy starali się odświeżyć nieco swoje brzmienie i dostosować je do panującej wówczas mody. W tym celu Andrzej Zieliński zaprosił do współpracy przy krążku dwóch muzyków z grupy Exodus – Władysława Komendarka i Pawła Birulę. Na płycie dominują piosenki z nurtu pop rocka (m.in. „Jasny dzień przynosisz”), niektóre porównać można z muzyką elektroniczną („Z tobą wszystko jest niezwykłe”), ale znajdują się tu też czysto rockowe („Gdyby nie śpiewał nikt”), typowo skaldowskie przeboje („Wierniejsza od marzenia”, „Dopóki jesteś”), oraz ballady („Pójdę do nieba”). Na płycie znajduje się także owoc współpracy ze Skaldami wokalisty Stanisława Wenglorza – piosenka „Nie widzę Ciebie w swych marzeniach”.

## Lista utworów
Strona A
| 1. | "Rezerwat miłości" (Andrzej Zieliński – Maciej Zembaty)                                 | 5.01  |
|    |                                                                                         |       |
| 2. | "Jasny dzień przynosisz" (Andrzej Zieliński – Leszek Aleksander Moczulski)              | 5.02  |
|    |                                                                                         |       |
| 3. | "Wierniejsza od marzenia" (Andrzej Zieliński – Andrzej Jastrzębiec-Kozłowski)           | 3.48  |
|    |                                                                                         |       |
| 4. | "Nie widzę Ciebie w swych marzeniach" (Andrzej Zieliński – Leszek Aleksander Moczulski) | 5.15  |
|    |                                                                                         |       |
|    |                                                                                         | 19:06 |
|    |                                                                                         |       |
Strona B
| 1. | "Z Tobą wszystko jest niezwykłe" (Andrzej Zieliński – Andrzej Jastrzębiec-Kozłowski) | 4.10  |
|    |                                                                                      |       |
| 2. | "Pora chleba i owoców" (Jacek Zieliński – Andrzej Kuryło)                            | 4.34  |
|    |                                                                                      |       |
| 3. | "Pójdę do nieba" (Andrzej Zieliński – Andrzej Jastrzębiec-Kozłowski)                 | 3.18  |
|    |                                                                                      |       |
| 4. | "Dopóki jesteś" (Andrzej Zieliński – Andrzej Kuryło)                                 | 3.32  |
|    |                                                                                      |       |
| 5. | "Gdyby nie śpiewał nikt" (Konrad Ratyński – Marek Dutkiewicz)                        | 3.21  |
|    |                                                                                      |       |
|    |                                                                                      | 18:55 |
|    |                                                                                      |       |

## Skład zespołu
- Andrzej Zieliński – piano Fendera, syntezatory Yamaha i Roland, fortepian, clavinet, śpiew
- Jacek Zieliński – skrzypce, trąbka, śpiew
- Konrad Ratyński – gitara basowa, śpiew
- Jerzy Tarsiński – gitara
- Jan Budziaszek – perkusja

oraz:
- Stanisław Wenglorz – śpiew (4)
- Władysław Komendarek – syntezator (1, 2, 5)
- Paweł Birula – gitara 12-strunowa (2, 3, 7)
- Zespół wokalny Alibabki
- Orkiestra symfoniczna pod dyr. Andrzeja Zielińskiego